# Ha-ha

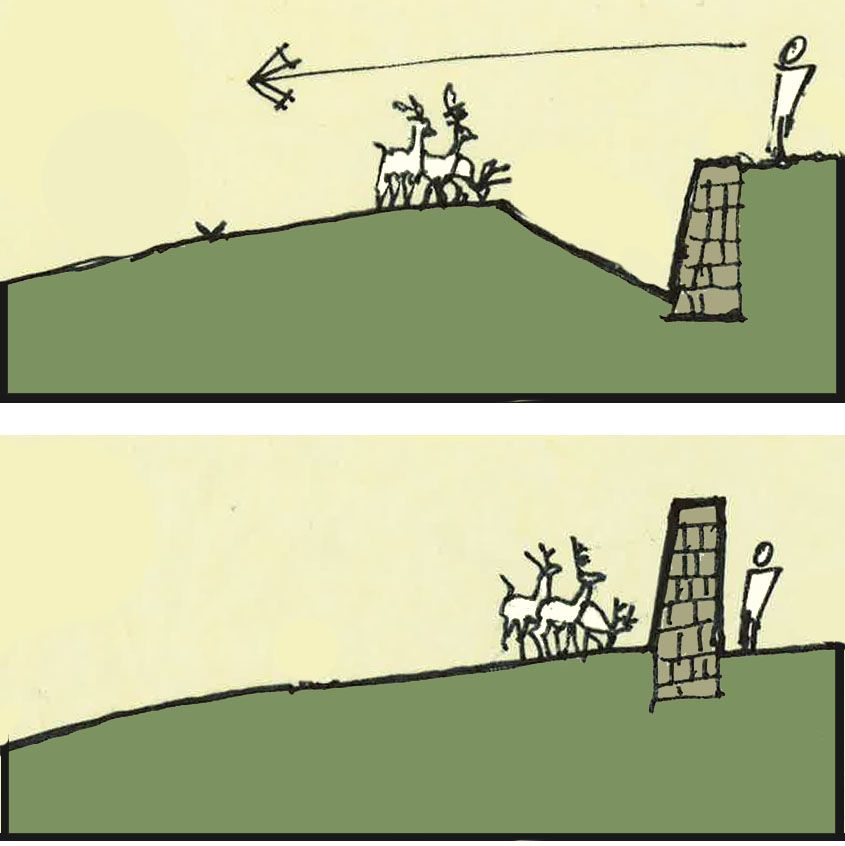
Comparazione tra un muro "ha-ha" (in alto) ed un muro ordinario (in basso)

Un muro ha-ha è un elemento paesaggistico molto simile al muro di sostegno che crea una barriera verticale, ma nel contempo preserva una visuale ininterrotta sul paesaggio circostante.
Il disegno include la presenza di terra ed erba sino in cima al muro, appunto come nel caso dei muri di contenimento di rive, sponde o montagne. I muri Ha-ha sono utilizzati prevalentemente per impedire l'accesso ad un giardino (in particolare da animali) senza ostruirne la visuale attorno.
Il nome particolare di "muro ha-ha" deve il suo nome dall'esclamazione di sorpresa da parte di chi vede qualcuno al di la di un muro.

## Origini

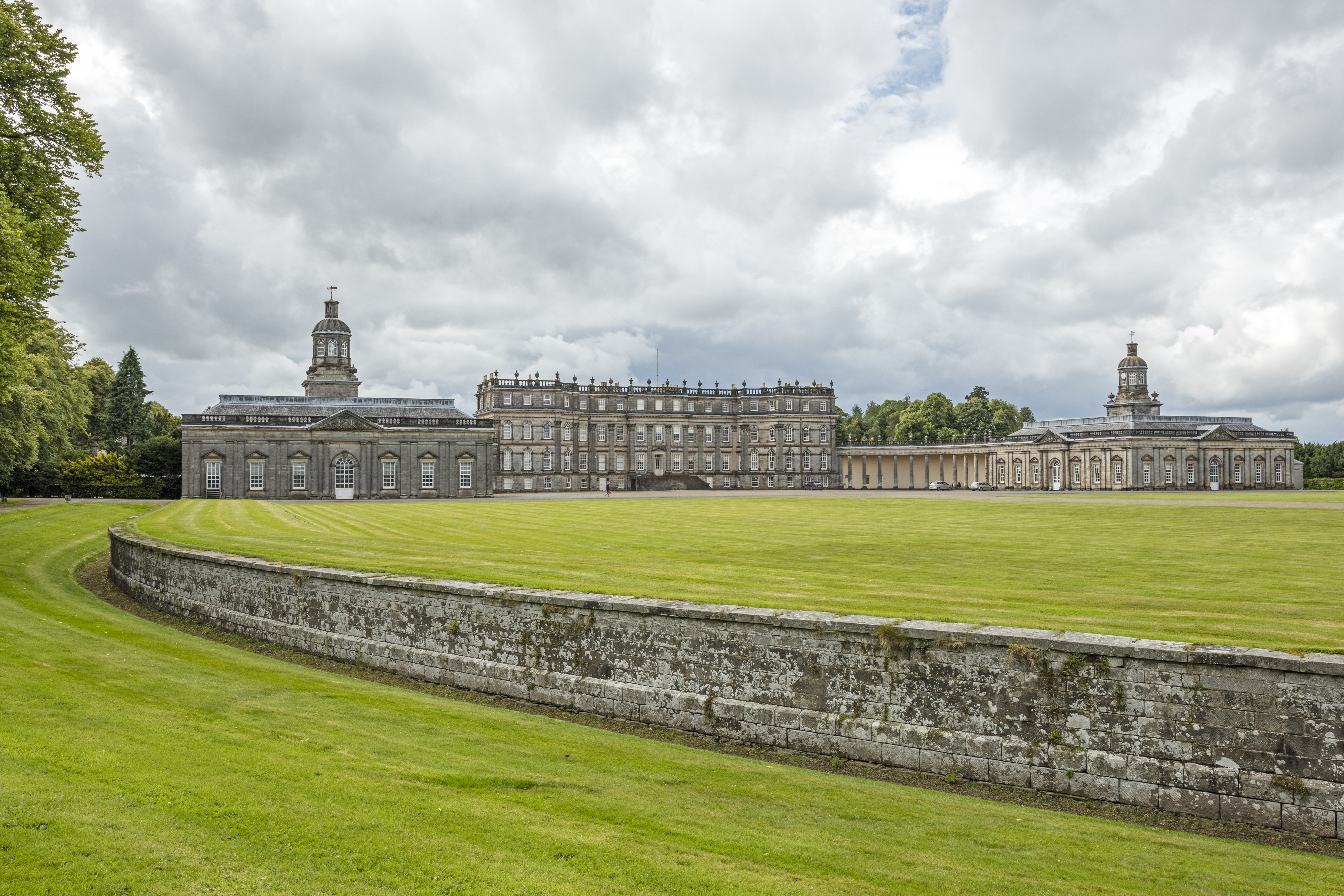
Un muro "ha-ha" protegge il giardino di Hopetoun House, West Lothian, Scozia.

Prima dei dissuasori meccanici o elettrici, uno dei modi più comuni per tenere gli animali (spesso le pecore) lontane dal giardino privato di una casa era di utilizzare questa tipologia di muri. Il muro "ha-ha" impediva infatti agli animali di avere accesso diretto alle case, senza però interrompere per i proprietari la visuale sulle terre circostanti, dando così l'illusione di trovarsi di fronte ad un unico terreno continuo e senza interruzioni.
Il disegno base di questo muro ha origini molto antiche ed in particolare era utilizzato nei parchi per impedirne l'accesso ai cervi in Inghilterra. Il saltatorium, come veniva chiamato, era composto di un fossato sormontato da una serie di pali (picchetti) o da pietre impilate. Dai tempi della conquista normanna dell'Inghilterra il diritto di costruire questi muri spettava al sovrano e da esso solo poteva essere concesso ad altri in delega.

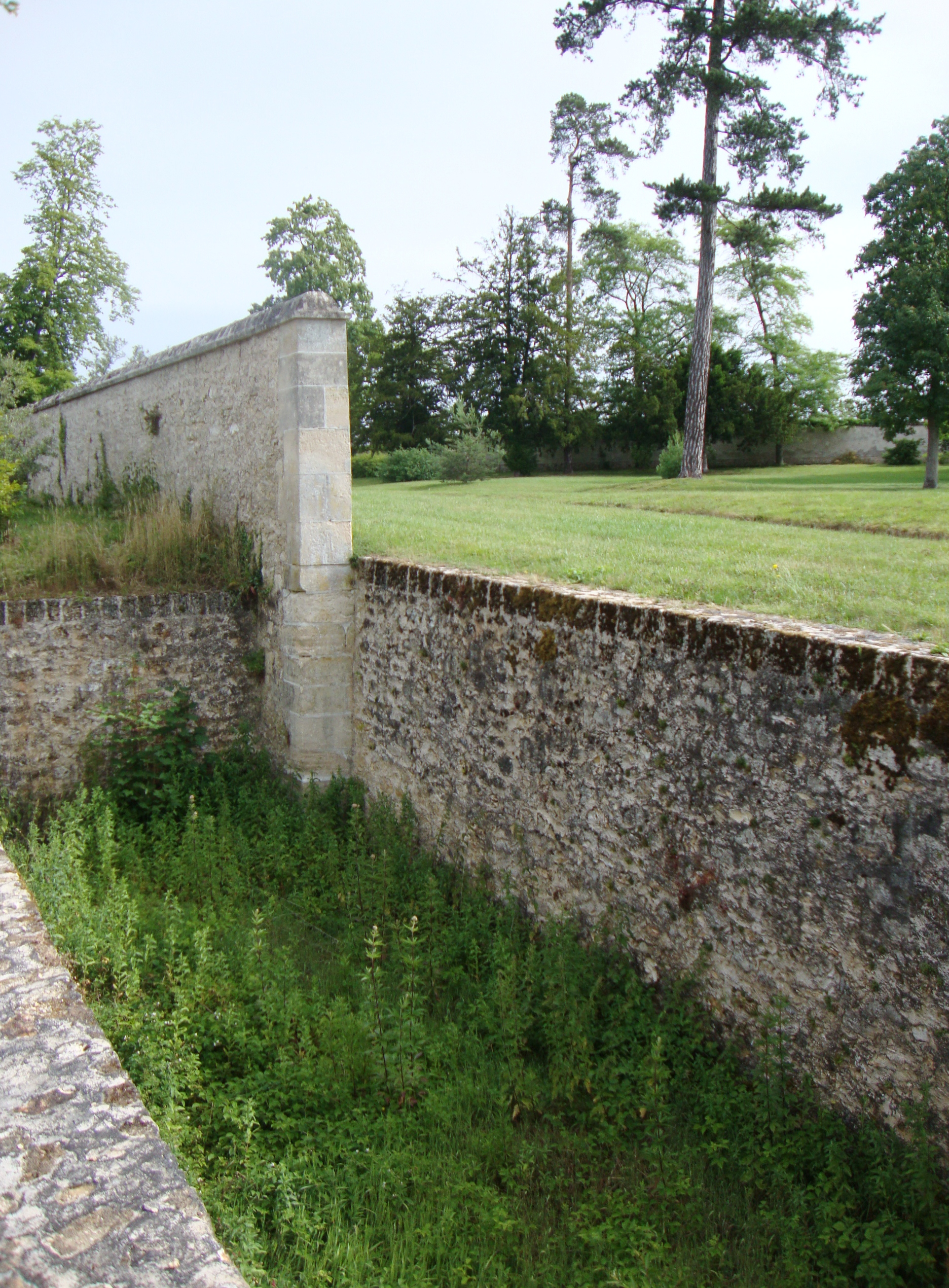
Un muro "ha-ha" presso l'Hameau de la Reine alla Reggia di Versailles

Il concetto del muro ha-ha moderno ha però origine in Francia col termine attestato per a prima volta in Nuova Francia dal 1686 (come si può ancora oggi rilevare nel comune di Saint-Louis-du-Ha! Ha!), dove venne utilizzato per primo nel giardino del Château de Meudon, nel 1700 circa. L'innovazione tecnica venne presentata da Dezallier d'Argenville nella sua opera La théorie et la pratique du jardinage (1709), che l'architetto John James (1712) tradusse in inglese:
Le griglie di ferro sono elementi necessari per dividere i giardini, estendere la via e darne vantaggio alla campagna. Ad ogni modo attualmente abbiamo un nuovo tipo di muro che consente di avere una ancor maggiore visibilità, chiamato "Ah, Ah" che è un muro aperto, senza griglie, a livello del camminamento, con un grande fossato davanti ad esso così che sia impossibile scavalcarlo e che nel contempo contenga la terra del giardino; il fatto che sorprenda l'occhio e faccia ridere una persona, a questo si deve il nome di Ha! Ha!.
L'etimologia del termine è solitamente legata all'espressione di sorpresa "ha ha" o "ah! ah!" che una persona potrebbe esclamare vedendo dall'alto del muro una persona esterna avvicinarsi. Questa è la spiegazione data in francese, tradizionalmente attribuita a Luigi, il Gran Delfino (figlio di Luigi XIV) che ebbe modo di vederne a Meudon, e riportata dal d'Argenville (trad. James): "... è così straordinario che le persone del popolo lo hanno chiamato Ha! Ha! per esprimere la loro sorpresa nel riuscire a vedere chi si stia avvicinando alla loro proprietà". Thomas Jefferson, descrivendo il giardino di Stowe dopo una sua visita dell'aprile del 1786, utilizza il termine rimarcando il tema dell'esclamazione.
In Gran Bretagna il suo uso venne fortemente promosso da architetti di giardini come Charles Bridgeman e William Kent e fu largamente utilizzato anche da Capability Brown. Horace Walpole attribuì proprio a Bridgeman l'importazione di questa tipologia di muro dalla Francia:
I terreni contigui del parco senza alcuna cancellata si armonizzano con esso; ed il giardino a sua volta è libero nella sua primigenia regolarità.
Nel corso di una campagna di scavi a Iona nel 1964–1984, Richard Reece ha scoperto i resti di un muro "ha-ha" del XVIII secolo per proteggere l'abbazia dal pascolo. Solitamente le ghiacciaie venivano costruite con le porte all'interno di muri "ha-ha" così che il corpo del locale rimanesse al di sotto del livello del giardino, senza alterarne l'altezza.

## Esempi

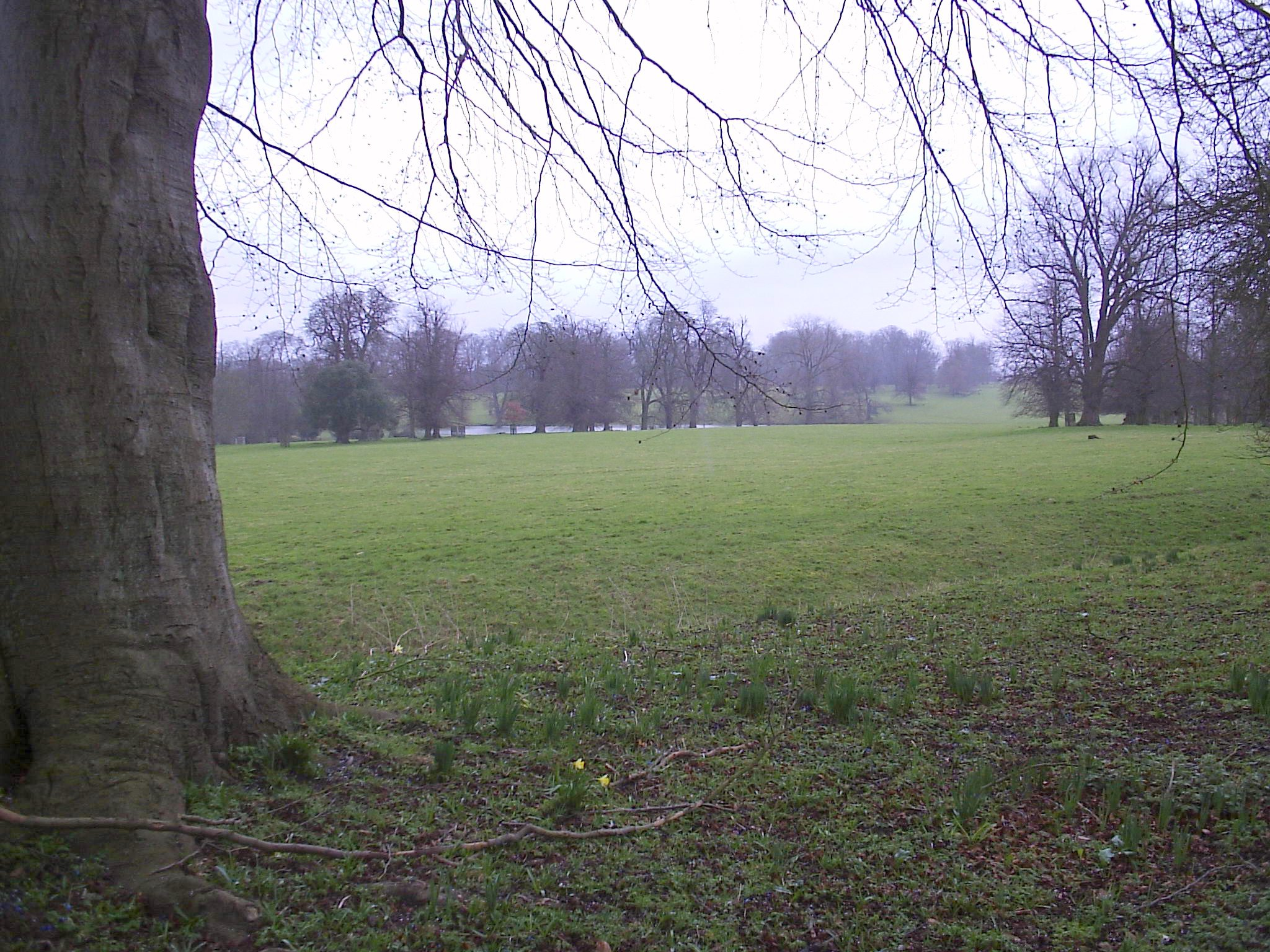
Veduta del retro del Castello di Ashby col suo muro "ha-ha".

Il muro è tipicamente visibile nelle grandi case di campagna o nelle magioni padronali per dividere l'area del pascolo da quella del giardino della residenza senza la presenza di una cancellata ostruttiva. La sua altezza poteva variare da un minimo di 0,6 metri a (Horton House) a 2,7 metri (Petworth House).
Un singolare esempio particolarmente lungo di "muro ha-ha" separa il Royal Artillery Barracks Field dal Woolwich Common a sudest di Londra. Questo muro venne costruito attorno al 1774 per impedire a pecore e mucche che pascolavano liberamente nell'area di entrare nell'area militare. I muri, solitamente realizzati in pietra locale, potevano essere realizzati anche in mattoni. Anche Carlton House, di stile georgiano, presenta un "muro ha-ha" nel giardino.
In Australia, i muri "ha-ha" vennero utilizzati prevalentemente in epoca vittoriana nei ricoveri per malati mentali come nel caso dello Yarra Bend Asylum, del Beechworth Asylum e del Kew Lunatic Asylum. Dall'interno infatti i pazienti potevano vedere comodamente l'esterno avendo l'illusione che non vi fossero muri di contenimento opprimenti, ma in realtà, per impedire la loro fuga, vennero costruiti dei muri ha-ha. Il Kew Asylum è stato oggi riconvertito in una serie di appartamenti, ma parte del muro "ha-ha" di un tempo rimane ancora oggi.

Varianti del muro Ha-ha utilizzate nei manicomi australiani
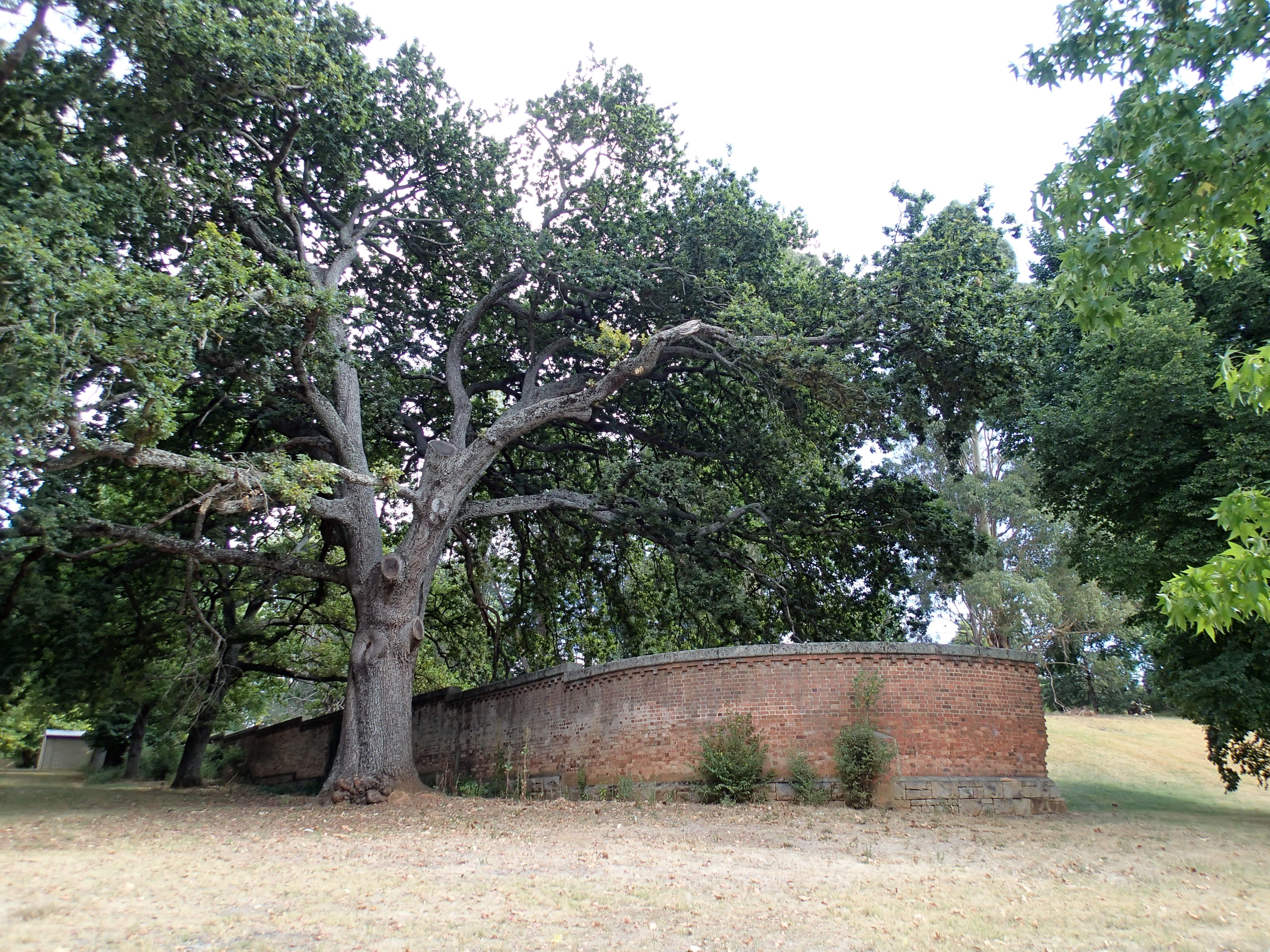
Resti dell'originale muro "ha-ha" del Beechworth Asylum visto da fuori
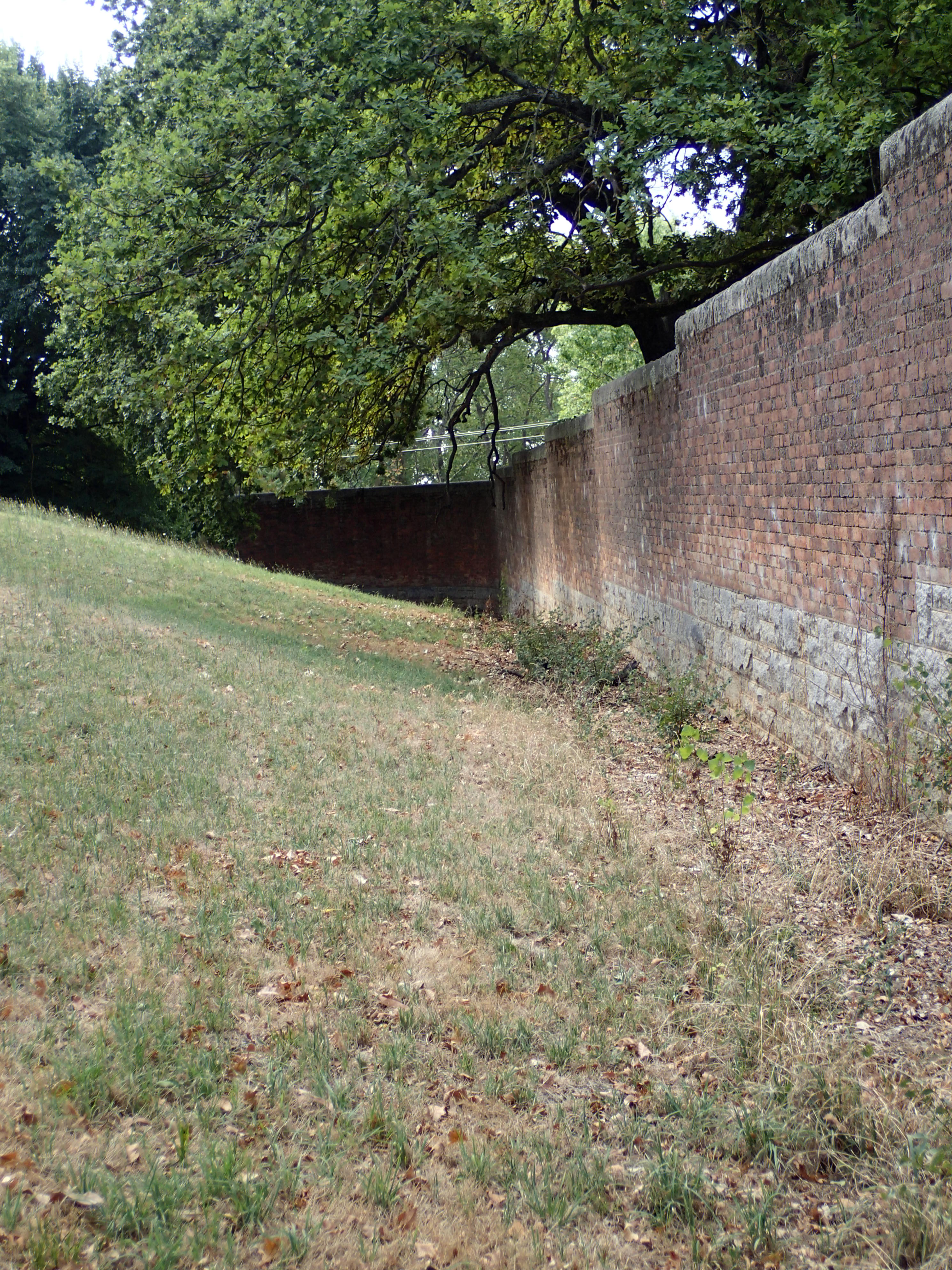
Dall'interno, il muro "ha-ha" era un ostacolo al passaggio
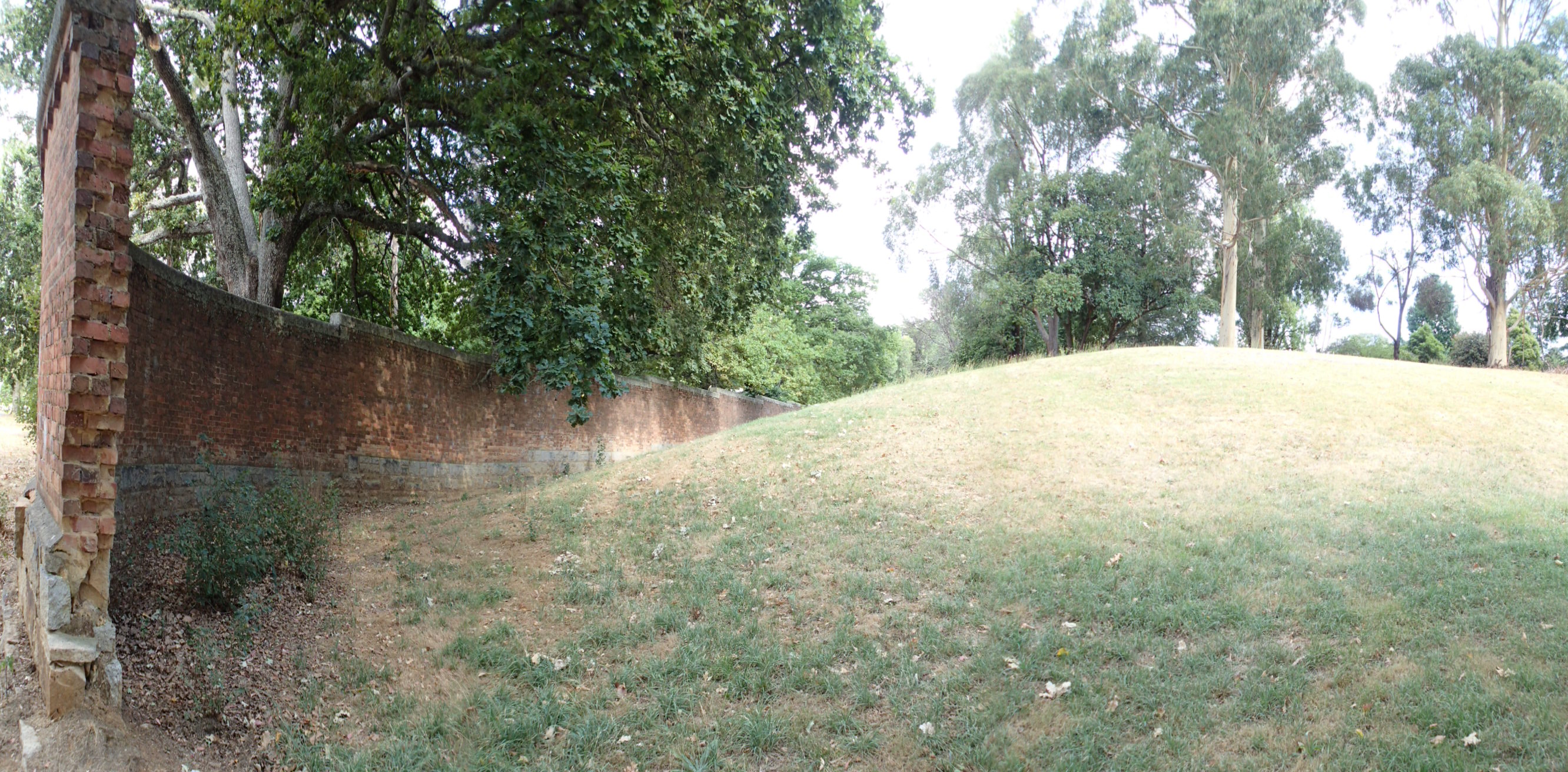
Dall'altura al centro, guardando verso l'esterno, si poteva avere l'illusione di non avere muri d'innanzi a sé
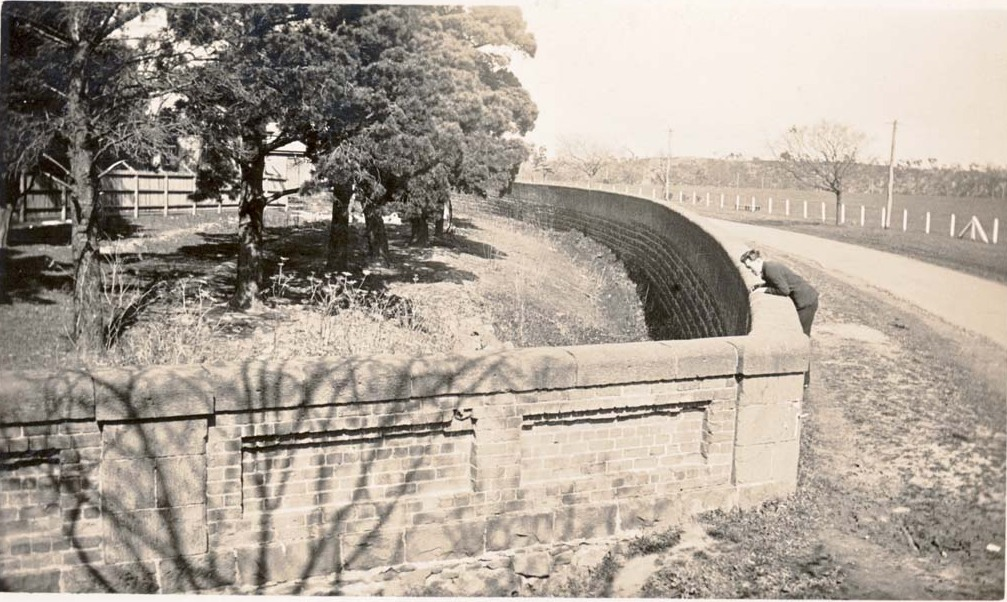
Un esempio di muro "ha-ha" utilizzato presso lo Yarra Bend Asylum a Victoria, Australia, nel 1900 circa

I muri "Ha-ha" vennero utilizzati anche in Nord America. In Canada ad oggi ne rimangono due soli esempi, di cui uno è collocato nei terreni della Nova Scotia's Uniacke House (1813), una residenza di campagna costruita da Richard John Uniacke.

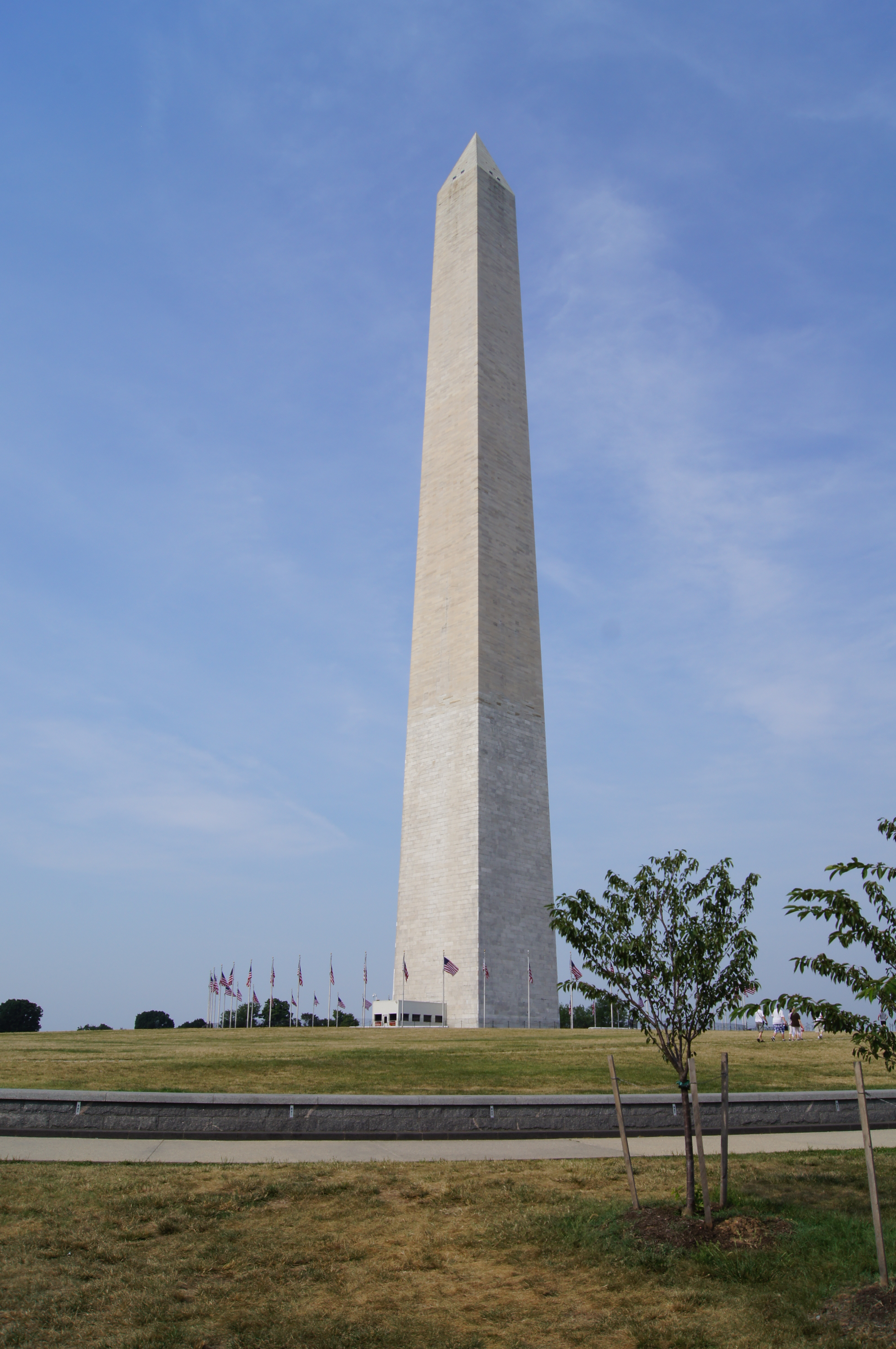
Il Washington Monument è protetto da un muro "ha-ha" basso

Nel XXI secolo l'uso del muro "ha-ha" è stato ripreso ad esempio nel Washington Monument per minimizzare l'impatto visuale e come misura di sicurezza nei confronti dello stesso monumento. Dopo gli attacchi dell'11 settembre, questo muro è stato implementato con dei barriere New Jersey per evitare che veicoli o motocicli possano avvicinarsi al monumento. Le barriere, temporanee, sono state poi sostituite da un nuovo muro ha-ha di 0,76 metri di granito con luci incorporate e addirittura delle panchine per i passanti, ricevendo nel 2005 il premio paesaggistico nazionale.
Purtroppo, data la sua stessa natura, il muro può essere potenzialmente pericoloso proprio perché invisibile da chi sta godendo della vista di un paesaggio.